# Liceo Artistico Michelangelo Guggenheim
Il Liceo Artistico Statale Michelangelo Guggenheim è un liceo di Venezia intitolato all'omonimo antiquario veneziano. Ha 3 sedi, due a Mestre e una nel centro storico di Venezia.

## Storia
L'allora Scuola Veneta d'Arte Applicata all'Industria fu fondata il 18 settembre 1872. Il Comitato fondatore ne affidò la direzione al pittore Guglielmo Stella incaricandolo di predisporre lo statuto definitivo e il piano organico del nuovo Istituto.
Nel 1898, la scuola, lasciato il palazzo di San Polo, trasporta la sua sede in una parte dell'antico Convento dei Carmini, ove la capacità e il numero dei vasti ambienti rende finalmente possibile la sistemazione contemporanea dei duecento e più allievi di cui si compone la popolazione scolastica dei vari corsi. 
Nella sua lunga storia l'Istituto ha avuto tra i suoi docenti delle grandi personalità del mondo artistico come: Giorgio Wenter Marini, Carlo Dalla Zorza, Atanasio Soldati, Mirko Basaldella, Carlo Scarpa, Giulio Lorenzetti e molti altri.